# Felhatalmazási törvény (Magyarország)
A 2020. évi koronavírus-járvány időszaka alatt a magyar kormány eddig kétszer kapott olyan különleges felhatalmazást a parlamenttől, mellyel hosszú ideig tartó rendeleti kormányzást valósíthatott meg. Ezt a két különleges jogszabályt nevezik „felhatalmazási törvénynek”.
Fontos megjegyezni, hogy a magyar alkotmány bizonyos rendkívüli esetekben a kormány számára biztosítja a rendeleti kormányzás lehetőségét (pl. veszélyhelyzet idején), ez azonban időben erősen korlátozott: a rendeletek 15 napon túl kizárólag akkor hatályosak, ha az Országgyűlés a 15 nap letelte előtt a rendeletek hatályának meghosszabbítására a kormányt felhatalmazza. A felhatalmazási törvények ezen alkotmányos korlátot iktatják ki (az első felhatalmazási törvény esetében), illetve tágítják hatszoros hosszúságúra (a második felhatalmazási törvény esetében).

## Az első felhatalmazási törvény
Hivatalos neve A koronavírus elleni védekezésről szóló 2020. évi XII. törvény. 2020. március 30-án fogadta el a magyar Országgyűlés a COVID–19-koronavírus-járvány magyarországi terjedésével kapcsolatban.
A törvény a kormány által 2020. március 11-én rendeletileg kihirdetett veszélyhelyzet alkotmányos időbeli korlátait puhítja föl, amennyiben felhatalmazza a kormányt, hogy a vonatkozó kormányrendeletek hatályát, az Országgyűlés további hozzájárulása nélkül a veszélyhelyzet  megszűnéséig meghosszabbítsa. Mivel a veszélyhelyzet megszűnéséről a kormány dönt, ez lényegében időben korlátlan rendeleti kormányzásra hatalmazta föl a kormányt.
Bevezetése után 79 nappal, 2020. június 18-án a törvény hatályát veszítette, mivel azt a veszélyhelyzet elmúltával az Országgyűlés visszavonta.

### A törvény alapvető rendelkezései
A Kormány a veszélyhelyzetben – a katasztrófavédelemről és a hozzá kapcsolódó egyes törvények módosításáról szóló 2011. évi CXXVIII. törvényben meghatározott rendkívüli intézkedéseken és szabályokon túl – az állampolgárok élet-, egészség-, személyi-, vagyon- és jogbiztonságának, valamint a nemzetgazdaság stabilitásának garantálása érdekében rendeletével egyes törvények alkalmazását felfüggesztheti, törvényi rendelkezésektől eltérhet, és egyéb rendkívüli intézkedéseket hozhat.
A Kormány az (1) bekezdés szerinti jogkörét – a szükséges mértékben, az elérni kívánt céllal arányosan – a Rendelet szerinti humánjárvány megelőzése, kezelése, felszámolása, továbbá káros hatásainak megelőzése, illetve elhárítása céljából gyakorolhatja.
A törvény járványügyi védekezés akadályozása címmel egy új bűncselekménnyel egészítette ki a Büntető Törvénykönyvről szóló 2012. évi C. törvényt, ezzel egyidejűleg módosította a Rémhírterjesztés bűncselekménye szabályait is.
A törvény értelmében az Alkotmánybíróság a veszélyhelyzet alatt is folyamatosan működik, akár „online” is, azaz elektronikus kommunikációs eszközök használatával.
A kormányzat részéről Orbán Balázs hangsúlyozta, hogy az Országgyűlés a törvény kihirdetése után bármikor szabadon dönthet, hogy egyetért-e a kormány aktuális helyzetértékelésével, és akár úgy is határozhat, hogy a veszélyhelyzet meghosszabbításához adott hozzájárulást visszavonja.

### Története
A törvényjavaslatot Semjén Zsolt miniszterelnök-helyettes nyújtotta be 2020. március 20-án, T/9790. szám alatt.

#### Közvetlen fogadtatása
A nemzetközi intézmények arra figyelmeztettek, hogy ez a magyar vezetőnek példátlan mozgásteret adott a kritikusok elleni erőszakos fellépésre és a demokratikus fékek és egyensúlyok felszámolására. Az Európai Parlament képviselői félelmüknek adtak hangot, mert egyedülállóként a kormány határozatlan időre kapta meg a felhatalmazási törvénnyel járó hatalmat.
A törvény elfogadását követően közös nyilatkozatot tett közzé Belgium, Dánia, Finnország, Franciaország, Németország, Görögország, Írország, Olaszország, Luxemburg, Hollandia, Portugália, Spanyolország és Svédország kormánya. A nyilatkozat nem említi Magyarországot. A nyilatkozatban sürgették, hogy az Európai Unió vizsgálja ki, mennyiben felelnek meg a COVID-19 járvány kapcsán meghozott tagállami jogszabályok az európai közösségi jognak. 2020. április 2-án Magyarország is csatlakozott a közös nyilatkozathoz.
A törvényt (és az azt megelőző veszélyhelyzetet kihirdető rendeletet is) alkotmányjogászok alkotmány-ellenesnek tartják.

#### A törvény hatálya alatt hozott főbb rendeletek
Az alatt az idő alatt, amíg a felhatalmazási törvény hatályos volt, a parlament változatlan formában működött tovább, és számos törvényt módosított, illetve újakat alkotott. Az alábbiakban néhány kormányrendeletet emelünk ki, melyek meghozatalát a felhatalmazási törvény által bevezetett rendeleti kormányzás tette lehetővé.
- 2020. április 6. Díjmentes parkolás az ország nagy részén.[14]
- 2020. április 10. Az korábban elrendelt kijárási korlátozások határozatlan időre szóló meghosszabbítása[15]
- 2020. április 16. Csökkentett munkaidős foglalkoztatás támogatása[16]
- 2020. április 21. Munkaidőkeret megemelése: a munkáltató legfeljebb huszonnégy havi munkaidőkeretet is elrendelhet.[17]
- 2020. március 30. Rémhírterjesztés elleni törvény. Ezen törvény szintén nagy visszhangot kapott a nemzetközi sajtóban, hisz jórészt a kormányra nézve kritikus hangvételű Facebook bejegyzések szerzőit hallgatták ki.[forrás?]
- 2020. június 13. Egyszeri bruttó 500.000 Ft támogatás az egészségügyben dolgozók jelentős részének.[18]
- 2020. június 19. A március 11. és július 3. között lejáró okmányok Magyarországon december 15-éig érvényesek[19]
- 2022. február 11. A pedagógusok sztrájkjogának korlátozása[20]

#### Visszavonása
2020. június 16-án megszavazta a parlament a veszélyhelyzet visszavonásáról és az átmeneti időszak szabályairól szóló két törvénytervezetet. Az előbbivel az Országgyűlés arra szólítja fel a kormányt, hogy a kormányrendelettel kihirdetett veszélyhelyzetet szüntesse meg. A másik törvénytervezet szerint a veszélyhelyzet visszavonásával hatályát veszti a rendkívüli jogrendet hozó koronavírus-törvény is.
2020. június 17-én délután Áder János köztársasági elnök aláírta a veszélyhelyzet visszavonásáról és az átmeneti időszak szabályairól szóló két törvényt, és el is rendelte ezek kihirdetését.

## A második felhatalmazási törvény
Hivatalos neve 2020. évi CIX. törvény a koronavírus-világjárvány második hulláma elleni védekezésről. 2020. november 10-én fogadta el az Országgyűlés. Az első felhatalmazási törvénnyel szemben, mely korlátlan időre biztosított a kormány számára különleges jogokat és végül 99 napig volt érvényben, a második felhatalmazás 90 napra biztosítja a különleges jogokat (lásd: 5.§).

### Tartalma
Első paragrafusa szerint "[e]z a törvény [...] a veszélyhelyzet kihirdetéséről szóló 478/2020. (XI. 3.) Korm. rendelet[tel] összefüggő sajátos szabályokat állapítja meg". A kormány tehát a második felhatalmazási törvény hatályba lépése előtt egy héttel már veszélyhelyzetet hirdetett. Mivel veszélyhelyzetben a kormány rendeleti kormányzásra válik jogosulttá, de rendeletei csak 15 napig érvényesek, a második felhatalmazási törvény lényege ebből a szempontból, hogy a 15 napos határidőt 90 naposra módosítja.
Másik lényeges eleme a választások, illetve népszavazások előkészítésére és lebonyolítására vonatkozó legalapvetőbb demokratikus szabályok módosítása. Választások, illetve népszavazások előkészítését és megtartását lényegében betiltja.

### Hatása
A népszavazásokra vonatkozó új szabályok a Karácsony Gergely által három héttel korábban indított országos népszavazási mozgalmat csírájában fojtották el.